# Phyllodonta quadruncata
Phyllodonta quadruncata là một loài bướm đêm trong họ Geometridae.